# Touwtrekken op de Olympische Zomerspelen
Touwtrekken stond van 1900 tot en met 1920 vijfmaal op het programma van de Olympische Spelen. Alhoewel het in die jaren een onderdeel vormde van het atletiekprogramma, beschouwt het IOC het touwtrekken nu als een aparte olympische sport.

## Onderdelen
| Onderdeel | 1900 | 1904 | 1908 | 1912 | 1920 | Totaal |
| --------- | ---- | ---- | ---- | ---- | ---- | ------ |
| Mannen    | •    | •    | •    | •    | •    | 5      |
|           |      |      |      |      |      |        |
| Totaal    | 1    | 1    | 1    | 1    | 1    | 5      |

## Medaillewinnaars
De succesvolste medaillewinnaars in het touwtrekken zijn de Britten Frederick Humphreys, Edwin Mills, John James Shepherd die als lid van het politieteam van Londen tweemaal goud wonnen (1908 en 1920) en eenmaal zilver (1912).

## Medaillespiegel
| rang   | land             | goud | zilver | brons | totaal |
| ------ | ---------------- | ---- | ------ | ----- | ------ |
| 1      | Groot-Brittannië | 2    | 2      | 1     | 5      |
| 2      | Verenigde Staten | 1    | 1      | 1     | 3      |
| 3      | Gemengd team     | 1    | 0      | 0     | 1      |
| 3      | Zweden           | 1    | 0      | 0     | 1      |
| 5      | Frankrijk        | 0    | 1      | 0     | 1      |
| 5      | Nederland        | 0    | 1      | 0     | 1      |
| 6      | België           | 0    | 0      | 1     | 1      |
| totaal | totaal           | 5    | 5      | 3     | 13     |

Parijs 1900 · 
St. Louis 1904 · 
Londen 1908 · 
Stockholm 1912 · 
Antwerpen 1920
olympische medaillewinnaars
Olympische Zomerspelen
Olympische Winterspelen
Gerelateerd
Olympische Jeugdspelen · Paralympische Spelen · Deaflympische Spelen · Special Olympic World Games
IOC · COA · BOIC · NOC*NSF · NAOC · SOC